# Osage (Wyoming)
Osage – jednostka osadnicza w Stanach Zjednoczonych, w stanie Wyoming, w hrabstwie Weston.